# C.V. Starr East Asian Library
La C.V. Starr East Asian Library és una biblioteca de la Universitat de Colúmbia fundada el 1902. Conté col·leccions per a l'estudi de l'Àsia Oriental als Estats Units. Consta de més d'un milió de volums de materials en llengües sinítiques, japonès, coreà, tibetà, mongol, manxú i altres llengues occidentals, i gairebé 7.500 títols periòdics i col·leccions especials.